# Бернгард Франк
Бернгард Франк (нім. Bernhard Frank; 15 липня 1913, Франкфурт-на-Майні — 29 червня 2011) — німецький офіцер, доктор філософії, оберштурмбанфюрер СС.

## Біографія
1 травня 1937 року вступив у НСДАП (квиток № 4 442 198), 9 листопада 1937 року — в СС (посвідчення № 105 013). 1 грудня 1937 року зарахований в штаб рейхсфюрера СС, працював у відділі історичних досліджень в орденському замку СС Вевельсбург. Учасник Польської і Французької кампаній. 25 квітня 1941 року призначений офіцером для доручень при начальнику бойової підготовки штабу рейхсфюрера СС. 9 серпня 1941 року був переведений на посаду начальника бойової підготовки частин СС «Оберзальцберг», а потім призначений командиром загону СС «Оберзальцберг», який охороняв одну з найулюбленіших резиденцій Адольфа Гітлера — Берхтесгаден. Пізно ввечері 23 квітня 1945 року за наказом Гітлера заарештував Германа Герінга в Оберзальцбергу і відвіз його в австрійський замок Майтенрдорф. Після закінчення війни працював торговим представником.

## Нагороди
- Залізний хрест 2-го і 1-го класу
- Штурмовий піхотний знак в сріблі
- Хрест Воєнних заслуг 2-го класу з мечами
- Медаль «За зимову кампанію на Сході 1941/42»